# Pathet Lao
Le Pathet Lao (ປະເທດລາວ (Pa thēt Lāo), litt., « Nation lao ») est le nom utilisé par une organisation politique et paramilitaire laotienne, désignant de manière officielle le gouvernement animé par le mouvement et, de manière plus large, l'ensemble des branches du mouvement et des organisations animées par lui. À l'origine indépendantiste et nationaliste, le Pathet Lao s'est progressivement affirmé comme un mouvement communiste durant la guerre froide, via son alliance étroite avec le Việt Minh, puis le Nord Viêt Nam. Au cours de la guerre d'Indochine et de la guerre civile laotienne, le Pathet Lao a peu à peu gagné du terrain contre le gouvernement du royaume du Laos. À partir de 1955, le Parti révolutionnaire populaire lao a constitué secrètement le noyau dirigeant du Pathet Lao, auquel il s'est substitué lors de la prise du pouvoir au Laos en 1975.

## Historique

### Premier avatar: l'indépendance de 1945-1946 et le Lao Issara
Le nom de Pathet Lao est utilisé pour la première fois en 1945 par le gouvernement du Lao Issara, mouvement indépendantiste animé par le prince Phetsarath Rattanavongsa, premier ministre du royaume de Luang Prabang. En mars 1945, les troupes de l'empire du Japon réalisent un coup de force contre les Français et prennent le contrôle de l'intégralité de l'Indochine française. Le roi Sisavang Vong refuse d'abord de déclarer l'indépendance du protectorat français du Laos avant d'y être contraint le 4 avril. Après la capitulation des Japonais, le prince Phetsarath tente d'empêcher le retour des Français et fonde un gouvernement révolutionnaire désigné du nom de Lao Issara (Laos libre) : il entre en conflit avec le roi, qui le destitue en octobre. Aussitôt, le Lao Issara réagit en formant un nouveau gouvernement et en détrônant le roi, réaffirmant l'indépendance de l'État lao, soit Pathet Lao. Le prince Souphanouvong, demi-frère de Phetsarath très lié aux indépendantistes vietnamiens, fonde l'Armée de libération et de défense lao et rejoint le gouvernement. Un autre frère cadet de Phetsarath, Souvanna Phouma, occupe également un portefeuille ministériel. L'ancien gouverneur provincial Xieng Mao, chef du gouvernement et Phetsarath, chef de l'État, comptent parmi les hommes forts du pouvoir Pathet Lao.
Mais dès le premier trimestre 1946, les troupes françaises se réimplantent progressivement au Laos : le gouvernement indépendantiste doit prendre la fuite en mai, la plupart des ministres se réfugiant à Bangkok, en Thaïlande, où ils animent un gouvernement en exil présidé par Phetsarath. Avec le soutien du Việt Minh, une guérilla indépendantiste laotienne se développe mais reste d'ampleur modeste jusqu'en septembre 1947, quand Souphanouvong la relance. Mais un coup d'État en Thaïlande en novembre 1947 porte un coup fatal au mouvement indépendantiste, qui perd le soutien du gouvernement thaïlandais et se trouve en grande partie isolé. En juillet 1949, le gouvernement du royaume du Laos, désormais pays unifié et État associé de l'Union française, obtient une indépendance accrue dans le cadre de son association avec la France : une partie des membres du gouvernement Pathet Lao se déclarent satisfaits et rentrent d'exil, notamment Souvanna Phouma. Le mouvement Lao Issara cesse d'exister. Souphanouvong, lui, décide de continuer la lutte, accompagné d'une poignée de partisans comme Phoumi Vongvichit. Ses partisans se réduisent cependant à quelques bandes le long de la cordillère annamitique, dans les zones contrôlées par le Việt Minh.

### Renaissance du mouvement

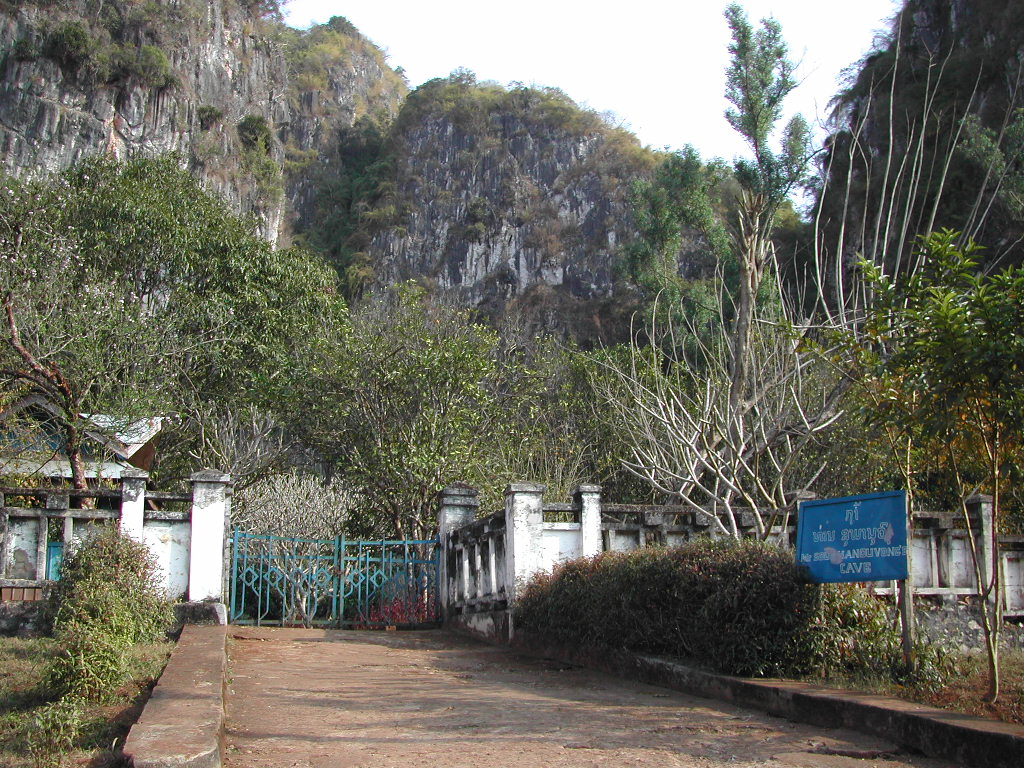
Caverne à Vieng Xai, dans la Province de Houaphan, ayant servi de refuge à Souphanouvong durant la guerre d'Indochine.

Le 13 août 1950, Souphanouvong, surnommé le « prince rouge » pour ses liens avec les communistes vietnamiens, fait renaître de ses cendres le Pathet Lao en fondant, avec le soutien Việt Minh, le Front du Laos libre (Neo Lao Issara), dont il prend la présidence du comité central. Le gouvernement provisoire de l'État du Laos est également créé. Phetsarath, demeuré en exil en Thaïlande, demeure symboliquement à la tête du mouvement. Dans le courant de l'année 1951, les forces militaires du Pathet Lao sont suffisamment importantes pour participer aux opérations militaires du Việt Minh contre les Français, mais le Pathet Lao est dans l'ensemble totalement dépendant du Việt Minh, de la même manière que le mouvement Khmer issarak cambodgien.
Le Parti communiste indochinois est refondé en février 1951 sous une nouvelle appellation, Parti des travailleurs du Viêt Nam : Souphanouvong assiste à son premier congrès et signe un traité d'alliance avec les indépendantistes vietnamiens. Des cellules communistes laotiennes commencent d'être formées. Fort de l'appui du Việt Minh, Souphanouvong peut opérer des ralliements dans certaines minorités montagnardes. Le Pathet Lao installe peu à peu ses bases d'opération sur le territoire du Laos, et gagne en puissance à mesure que l'Armée populaire vietnamienne avance vers l'ouest. Au début de 1953, une incursion en territoire laotien permet au Pathet Lao de s'assurer le contrôle d'une zone étendue, comprenant le plateau des Bolovens au sud, et plusieurs provinces du nord. Souphanouvong peut installer la capitale du gouvernement Pathet Lao à Sam Neua : le mouvement jouit désormais d'une assise territoriale véritable. La guerre civile laotienne, opposant royaume du Laos et Pathet Lao, est désormais commencée. En 1954, lors de la conférence qui conduit aux accords de Genève, le Việt Minh ne parvient pas à obtenir la présence d'une délégation de ses alliés Pathet Lao, pas plus que des Khmers issarak cambodgiens. Finalement, les « Unités combattantes du Pathet Lao » sont officiellement représentées par le principal délégué Việt Minh, et figurent à ce titre parmi les signataires des accords. Le Pathet Lao obtient ainsi une reconnaissance officielle malgré les efforts du gouvernement laotien pour éviter sa mention dans les textes.

### Participation au gouvernement de coalition
Les accords de Genève prévoient l'ouverture, au Laos, de pourparlers entre le gouvernement royal et le Pathet Lao, en vue de leur participation aux élections prévues en 1955. Souphanouvong voit également sa popularité grandir, la propagande du Pathet Lao attribuant au mouvement l'accès du Laos à une indépendance pleine et entière. Plusieurs milliers de villageois, se jugeant négligés par le gouvernement et espérant une amélioration de leur sort, migrent pour s'établir en zone Pathet Lao. En novembre 1954, les pourparlers s'ouvrent enfin entre le gouvernement royal et les rebelles, qui réclament entre autres une réforme électorale.
Si le Pathet Lao continue de se présenter comme un mouvement strictement nationaliste, bâti sur l'indépendantisme, son noyau dirigeant s'oriente vers le marxisme-léninisme : en mars 1955, un congrès secret, réunissant 300 cadres du Pathet Lao parmi lesquels Souphanouvong, Phoumi Vongvichit et Kaysone Phomvihane, fonde le  Parti du peuple lao, parti communiste qui formera désormais la véritable direction du mouvement, à l'insu de la population.
Mais le Pathet Lao utilise, pour ses activités électorales, un autre visage : en janvier 1956 est fondé le Front patriotique lao (Neo Lao Hak Sat ou Neo Lao Hak Xat, NLHS), qui accède en 1957 au statut de parti politique autorisé. Le 2 novembre 1957, Phetsarath Rattanavongsa, revenu de son exil thaïlandais, signe les accords avec Souvanna Phouma. Un gouvernement de coalition, dirigé par Souvanna Phouma, est formé le 19 novembre, avec Souphanouvong et Phoumi Vongvichit parmi ses ministres ; des élections partielles sont prévues pour assurer la représentation du Pathet Lao. L'Armée de libération et de défense lao, force armée du Pathet Lao, est progressivement intégrée à l'Armée nationale lao. Lors des élections partielles de 1958, le NLHS remporte les provinces de Sam Neua et Phong Saly : bien qu'étant loin d'avoir la majorité à l'assemblée, la vitrine politique du Pathet Lao a désormais une légitimité électorale, ce qui représente un camouflet pour la droite nationaliste et pour les États-Unis, de plus en plus impliqués dans la politique laotienne.
Durant ces élections, la Central Intelligence Agency organise l'opération Opération Booster Shot, financée par le congrès des États-Unis espérant rallier les paysans à la cause des royalistes, et la création du Comité pour la défense des intérêts nationaux (en) (ou CDIN) le 17 juin 1958, mouvement anti-communiste d'Extrême droite cofondé par le général major Phoumi Nosavan. L'opération est un échec

### Reprise des hostilités
Le gouvernement de coalition ne résiste pas à la pression de ses adversaires politiques : désavoué par le roi et par l'assemblée, Souvanna Phouma doit démissionner en juin 1958. Phoui Sananikone, qui le remplace, relance les hostilités dès mai 1959. Il prend comme prétexte le refus des deux derniers bataillons de l'Armée de libération et de défense lao d'intégrer l'armée régulière car les autorités refusaient la présence des responsables civils Pathet Lao à la cérémonie : le 12 mai, au lendemain de l'incident, le gouvernement fait arrêter les dirigeants Pathet Lao présents à Vientiane, dont Souphanouvong lui-même. Le Pathet Lao reprend alors aussitôt le combat et, à l'été, s'empare des provinces du Nord-est tandis que ses unités militaires se séparent de l'armée régulière et reprennent le maquis. Le 23 mai 1960, Souphanouvong et les autres chefs Pathet Lao incarcérés parviennent à s'évader. En 1960-1961, le Pathet Lao forme une alliance de fait, contre la droite laotienne pro-américaine, avec les neutralistes soutenant Souvanna Phouma.
En 1961, un accord soviéto-américain visant à garantir la neutralité du Laos prévoit un nouveau gouvernement de coalition. Après de longues négociations, le nouveau gouvernement voit le jour en juin 1962. Mais, dès avril 1963, les ministres Pathet Lao quittent la capitale, dénonçant le manque de sécurité après l'assassinat du ministre des affaires étrangères. En mai 1964, sous la pression des militaires de droite, Souvanna Phouma annonce la fusion des forces neutralistes et nationalistes, incitant le Pathet Lao à l'imiter. Le Pathet Lao refuse. Il en résulte la reprise ouverte des hostilités. La guerre civile laotienne gagne bientôt en intensité alors que l'ensemble de l'ex-Indochine française sombre dans la violence, avec la guerre du Viêt Nam. Le Nord Viêt Nam envoie des renforts de troupes au Laos en 1963, et son allié le Pathet Lao gagne le contrôle de territoires plus étendus au nord et au nord-est. Les zones Pathet Lao deviennent bientôt un élément essentiel du réseau de ravitaillement dit piste Hô Chi Minh. À compter de 1964, le Laos fait l'objet d'intenses bombardements de la part des États-Unis, dans le but de briser la piste Hô Chi Minh. Le Pathet Lao tient cependant ses positions ; en 1968, son gouvernement crée sa propre agence de presse, le Khaosane Pathet Lao. En 1971, l'armée sud-vietnamienne pénètre en territoire Pathet Lao, mais est repoussée par les nord-vietnamiens. Le Pathet Lao continue de gagner du terrain et le gouvernement royal ne contrôle bientôt plus qu'un tiers environ du pays.

### Fin de la guerre civile et prise du pouvoir

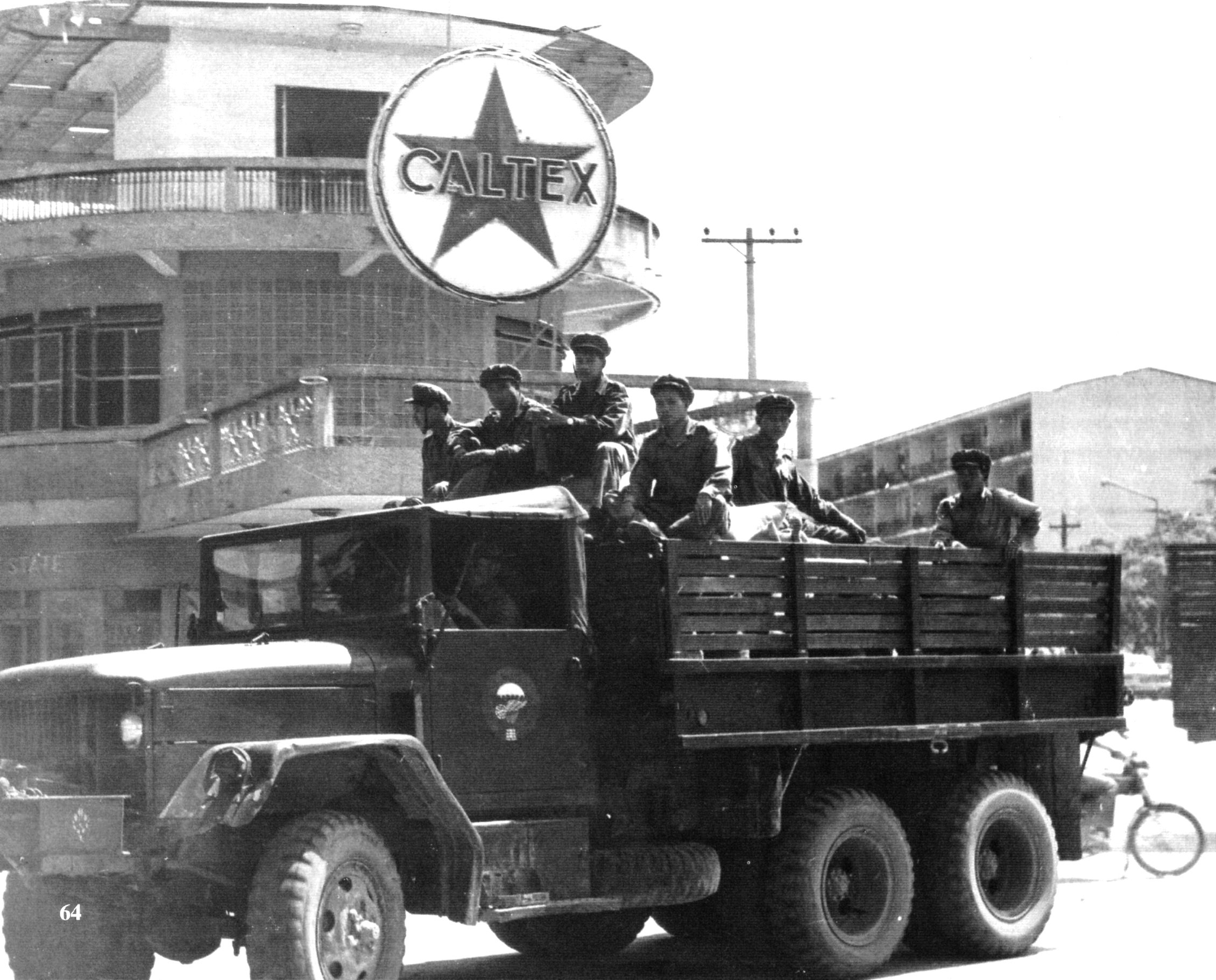
Soldats du Pathet Lao à Vientiane en 1973.

Le 12 février 1973, dans la foulée des accords de paix de Paris, le gouvernement royal et le Pathet Lao concluent un accord de cessez-le-feu. Le 5 avril 1974 est formé un gouvernement d'union nationale présidé par Souvanna Phouma et réunissant toutes les tendances. Souphanouvong occupe le poste de président du Conseil politique consultatif. Mais au cours de l'année, le Pathet Lao, profitant notamment des graves problèmes de santé de Souvanna Phouma, affermit peu à peu son contrôle sur l'ensemble du territoire, tandis que Souphanouvong fait voter progressivement des réformes. En mai 1975, alors que les communistes remportent la victoire au Cambodge et au Viêt Nam, le Pathet Lao passe à l'action pour prendre le pouvoir. Des comités révolutionnaires sont formés dans diverses villes et s'emparent de bâtiments gouvernementaux. Les ministres de droite démissionnent les uns après les autres et, le 23 août, un comité révolutionnaire prend les rênes. L'Armée de libération et de défense lao entre dans Vientiane sans effusion de sang. Le Pathet Lao cède progressivement et ouvertement la place à son véritable noyau dirigeant, le Parti révolutionnaire populaire lao, qui apparaît désormais au grand jour. Le 2 décembre 1975, la monarchie est abolie : deux jours plus tard, la République démocratique populaire lao est proclamée.
Le nom de Pathet Lao demeure utilisé de manière générique par l'actuel régime politique du Laos, notamment par le Khaosane Pathet Lao, dont le magazine porte le titre Pathet Lao.

## Dirigeants
- Souphanouvong
- Kaysone Phomvihane
- Phoumi Vongvichit